# Auchecranon
Auchecranon là một chi bướm đêm thuộc họ Noctuidae.